# Hornbach
Hornbach este un oraș din landul Renania-Palatinat, Germania.

## Istoric
Mănăstirea Hornbach a fost întemeiată în anul 741 de călugărul Pirmin.